# Anna Elisabeth Groll

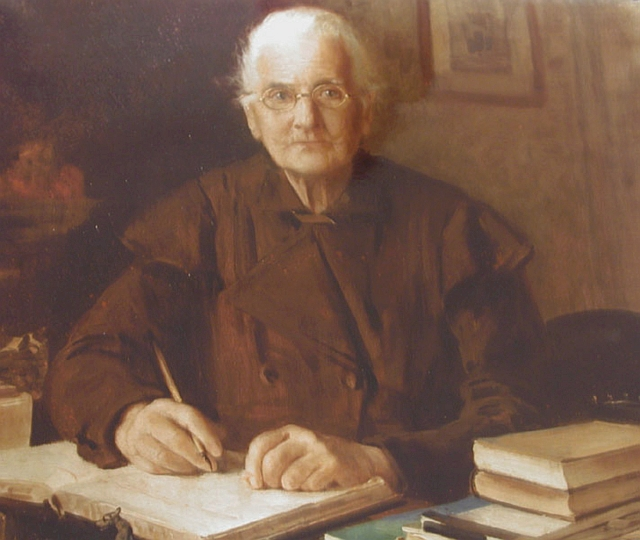
Anna Elisabeth Groll, 1934

Anna Elisabeth Groll (geboren am 18. September 1856 in Batavia, Niederländisch-Indien; gestorben am 17. Januar 1937 in Leiden) war eine niederländische Stifterin. Sie war Mitgründerin der Annakliniek in Leiden.

## Leben
Anna Elisabeth Groll wurde am 18. September 1856 in Batavia geboren. Sie war die Tochter des Marineoffiziers und Ingenieurs Johannes Groll (1814–1885) und der Wilhelmina Henriëtte Temminck (1830–1912). Ihr Vater war zum Zeitpunkt ihrer Geburt Hafenkapitän in Batavia und später Ingenieur beim staatlichen Telegrafenamt. Nachdem er im Jahr 1856 eine Anstellung im Verwaltungsrat der Niederländisch-Ostindien-Eisenbahn-Gesellschaft bekommen hatte, kehrte die Familie in die Niederlande zurück. Zunächst lebte die Familie in Haarlem, dort wurde auch ihr Bruder Coenraad Liebrecht geboren, dann in Utrecht und Leiden. Anna Elisabeth Groll besuchte in Leiden ab 1866 ein Mädcheninternat. Sie war jedoch an den dort unterrichteten Haushaltsarbeiten wenig interessiert. Nachdem ihre Ausbildung beendet war, durfte sie im Büro ihres Vaters Verwaltungsarbeiten übernehmen. Dabei übertrug er ihr zunehmend mehr Befugnisse. Nachdem ihr Vater 1885 gestorben war, musste sie ihre Tätigkeit beenden und sie begann zu reisen. Unter anderen auch wieder nach Niederländisch-Indien.
Da sie ihre Arbeit vermisste, kehrte sie nach einigen Jahren in die Niederlande zurück und erhielt im Jahr 1898 Zertifikate in Buchhaltung, Handelskorrespondenz und Stenografie. Das Handelswissenschaftsexamen am Niederländischen Institut für Buchhalter legte sie im Jahr 1903 in Amsterdam ab und war mit dem Diplom vermutlich die erste zertifizierte Buchhalterin der Niederlande. Anna Groll wurde 1905 Schatzmeisterin einer alten Gesellschaft für Mathematik, Architektur, Naturwissenschaften und Zeichnen. Dort lernte sie im Jahr 1900 den Orthopäden Murk Jansen kennen, dem wie Groll das Schicksal missgebildeter Menschen am Herzen lag. Mit ihren gemeinsamen Interessen begründeten sie eine lange Zusammenarbeit. So folgte im Jahr 1919 die Gründung des Vereins für Deformierte, zu dessen Gründern sie gehörte und Anna Groll wurde die Sekretärin und Schatzmeisterin des Vereins. 1923 zeigte sie in einem Artikel, dass die Zahl der missgebildeten Menschen in den Niederlanden viel höher war als angenommen. Sie erklärte, ihr Leid werde stark unterschätzt und plädierte für eine Verbesserung ihrer Pflege und Behandlung.

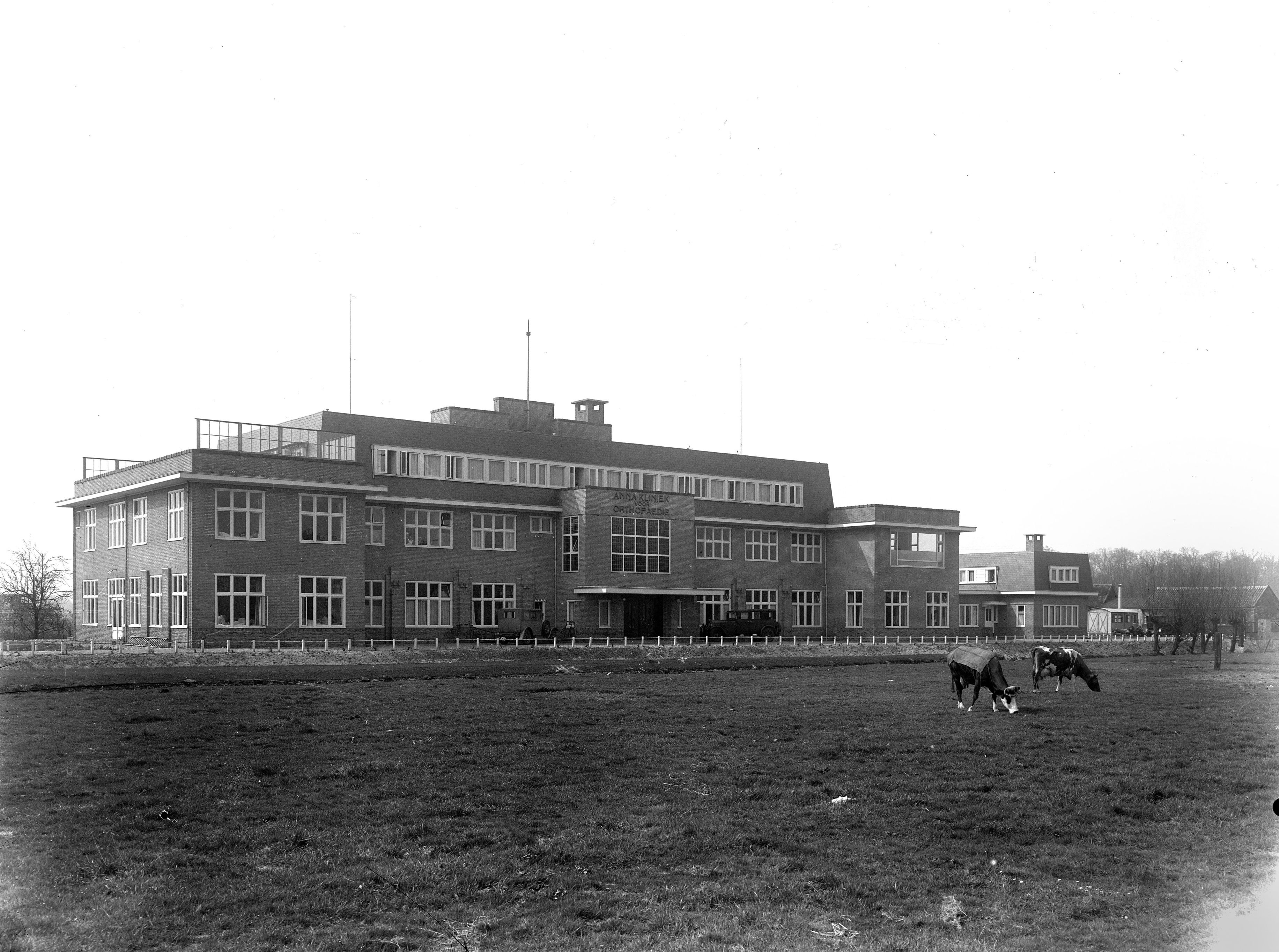
Annakliniek, zwischen 1929 und 1950

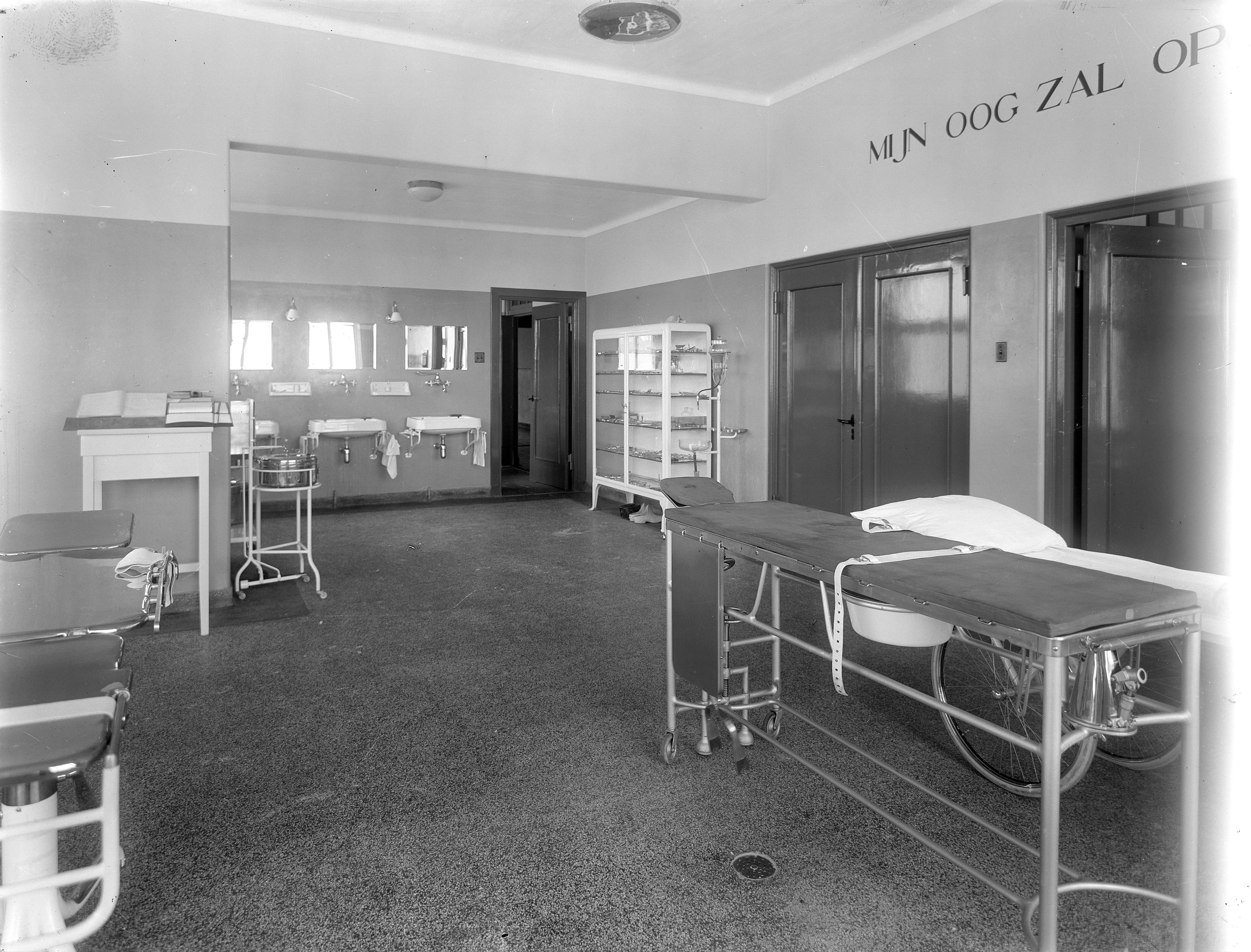
Operationssaal der Annakliniek

Anna Groll beteiligte sich um 1922 an einer Studie, die die Zahl deformierter Menschen unter den Einwohnern von Leiden und Rotterdam ermitteln sollte. Dies war die Grundlage für die Gründung einer orthopädischen Klinik. Ein Anwesen Rijnsburgerweg an der Grenze zwischen Leiden und Oegstgeest wurde vom Textilbaron Bosman für den Bau der Klinik zur Verfügung gestellt und Groll legte am 26. Juli 1928 den Grundstein für die Klinik. Sie wurde anderthalb Jahre später eröffnet. Aus ihren eigenen Mitteln spendete sie weitere zwanzigtausend Gulden an die Annakliniek, die zur Wiege der orthopädischen Chirurgie in den Niederlanden wurde. Die Klinik, die 1977 in das Academisch Ziekenhuis Leiden integriert, das 1998 zum LUMC (Leids Universitair Medisch Centrum) wurde, verfügte über siebzig Betten und eine eigene orthopädische Werkstatt und entwickelte sich weiter zu einem Ausbildungsort.
Bis ins hohe Alter blieb Anna Groll für ihre Klinik aktiv. Sie wurde im September 1936 anlässlich ihres 80. Geburtstags zum Ritter des Ordens von Oranien-Nassau geschlagen. Anna Elisabeth Groll starb am 17. Januar 1937 und wurde drei Tage später unter großer Anteilnahme auf dem Friedhof Groenesteeg in Leiden im Familiengrab beigesetzt, in dem auch ihre Eltern bestattet sind.